# Галстян, Лилит Серёжаевна
Лили́т Серёжаевна Галстя́н (арм. Լիլիթ Սերյոժայի Գալստյանը, 28 ноября 1962, Ереван) — советский политолог и публицист, переводчица

, политик, общественный деятель. Депутат парламента Армении.

## Биография
- 1985 — окончила филологический факультет Ереванского государственного университета.
- 1996 — факультет политологии и международных отношений Американского университета Армении. Филолог, политолог-международник, магистр политологии. Кандидат филологических наук.
- 1986—1987 — учительница в средней школе села Ашнак Талинского района.
- 1986—1991 — заведующая отделом пропаганды Ереванского горкома ЛКСМА.
- 1991—1999 — исполнительный директор общенационального армянского союза образования и культуры.
- 1999—2005 — исполнительный директор центра координации и содействия международным программам министерства образования и науки Армении.
- С 1999 — председатель общенационального союза образования и культуры.
- 2001—2002 — участвовала на курсах тбилисской школы политических исследований Евросовета. Член союза писателей Армении. Автор переводов трёх сборников, многочисленных статей и научных публикаций.
- 2007—2012 — депутат Национального собрания Армении. Член партии «АРФД».